# منتخب المجر للكرة اللينة للسيدات
منتخب المجر للكرة اللينة للسيدات هو ممثل المجر الرسمي في المنافسات الدولية في الكرة اللينة للسيدات .